# Nicholas Guilak
Nicholas Guilak est un acteur américain né le 23 août 1970  à Houston, au Texas (États-Unis).

## Filmographie
- 1999 : Let the Devil Wear Black : Counterman
- 2000 : Two Coyotes : Carlos
- 2000 : Sexe Intentions 2 (Cruel Intentions 2) (vidéo) : Fred
- 2001 : Double Deception : Miguel
- 2001 : English for All (série TV) : Reza
- 2003 : War Stories (TV) : IMU Soldier
- 2003 : Got Papers? : Satan
- 2003 : Saving Jessica Lynch (TV) : Mohammed Al-Rehaief
- 2004 : Homeland Security (TV) : Saif Khan
- 2005 : Will Unplugged : Sayid
- 2006 : Miss Détective : La mémoire envolée (Jane Doe: Yes, I Remember It Well) (TV) : Thierry Rosseau
- 2012 : Justice coupable (Retribution) (TV) : détective Jesse Kattan
- 2015 : Une vie secrète (His Secret Family) : Lieutenant Miller